# Alt Heidelberg
Alt Heidelberg (o Alt-Heidelberg) è un film del 1923 diretto da Hans Behrendt. Uno dei numerosi adattamenti per lo schermo della commedia Alt-Heidelberg scritta nel 1903 da Wilhelm Meyer-Förster. Qui, il ruolo del principe studente che si innamora di una semplice ragazza, è sostenuto da Paul Hartmann, mentre Eva May riveste i panni della giovane Käte.

## Produzione
Il film fu prodotto dalla Cserépy-Film Co. GmbH.

## Distribuzione
Il film fu presentato a Berlino il 15 marzo 1923. In Finlandia, fu distribuito il 21 ottobre 1923; in Giappone, il 14 novembre 1924.